# Кель

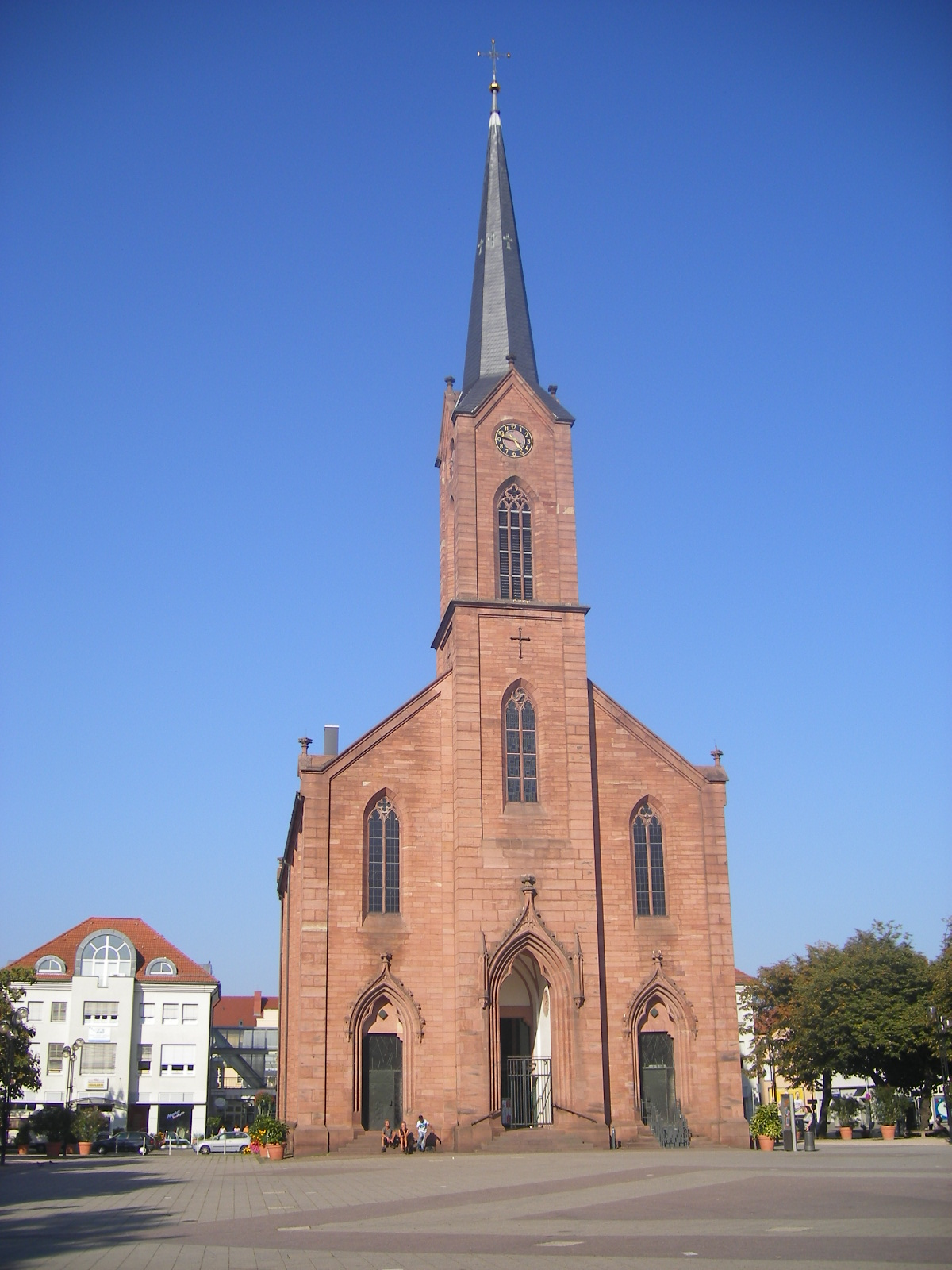
Кирха в Келе

Кель (нем. Kehl, алем. нем. Kaal) — город в Германии, районный центр, расположен в земле Баден-Вюртемберг.
Подчинён административному округу Фрайбург. Входит в состав района Ортенау. Население составляет 34 789 человек (на 31 декабря 2010 года). Занимает площадь 75,06 км². Официальный код — 08 3 17 057.
Город подразделяется на 10 городских районов.
Кель расположен на реке Рейн и является городом-спутником французского Страсбурга, который находится на противоположном берегу. Два города соединяет «Мост Европы».
Оба города связаны единой сетью трамвая Страсбурга.
В 1950—60 годах был главной базой французской военной флотилии на Рейне.